# Raïon de Jytomyr
Le raïon de Jytomyr (en ukrainien : Житомирський район) est un raïon (district) dans l'oblast de Jytomyr en Ukraine. Avec la réforme administrative de l'Ukraine en 2020, le raïon de Jytomyr a absorbé les anciens  raïons de Jytomyr, Lioubar, Pulyny, Romaniv, Khoroshiv, Andrushivka, Korostyshiv, Cherniakhiv, Radomyshl, Popilnia,Broussyliv, Tchudniv.

## Lieux culturels
Le château-musée de Radomychl.

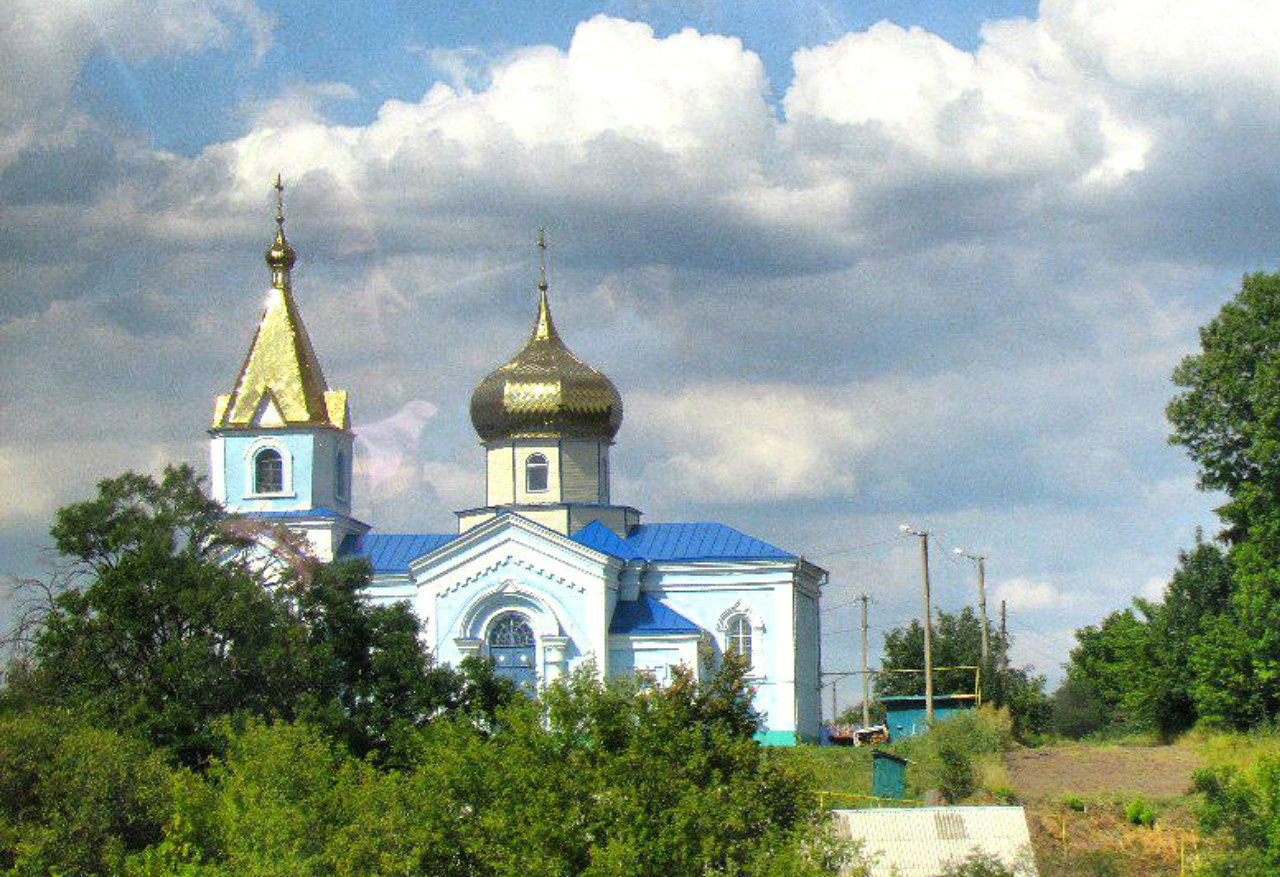
L'église de la Nativité, classée[1],
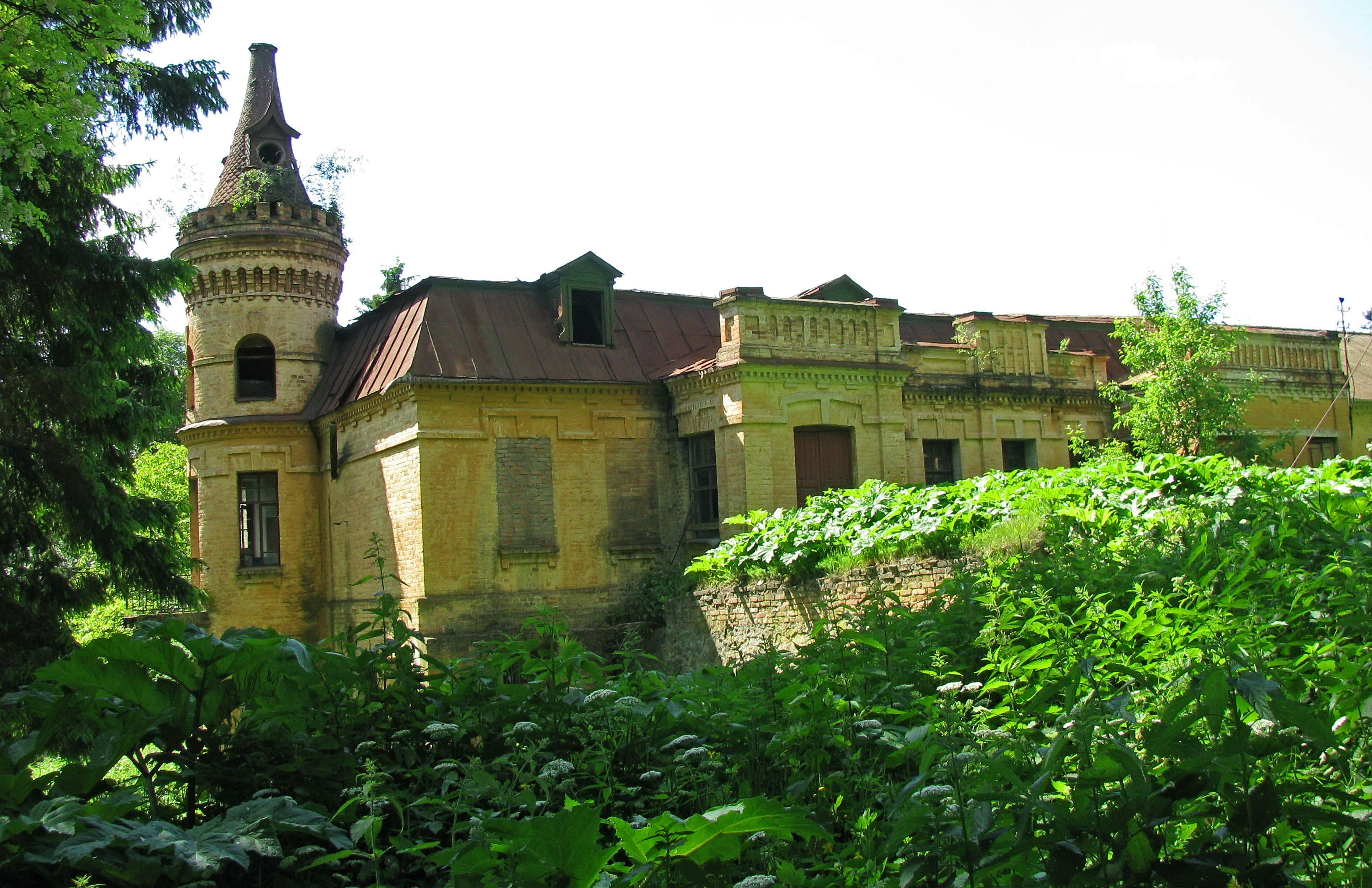
le manoir Terechenko-Ouvarov, classé[2],[3],[4] ;
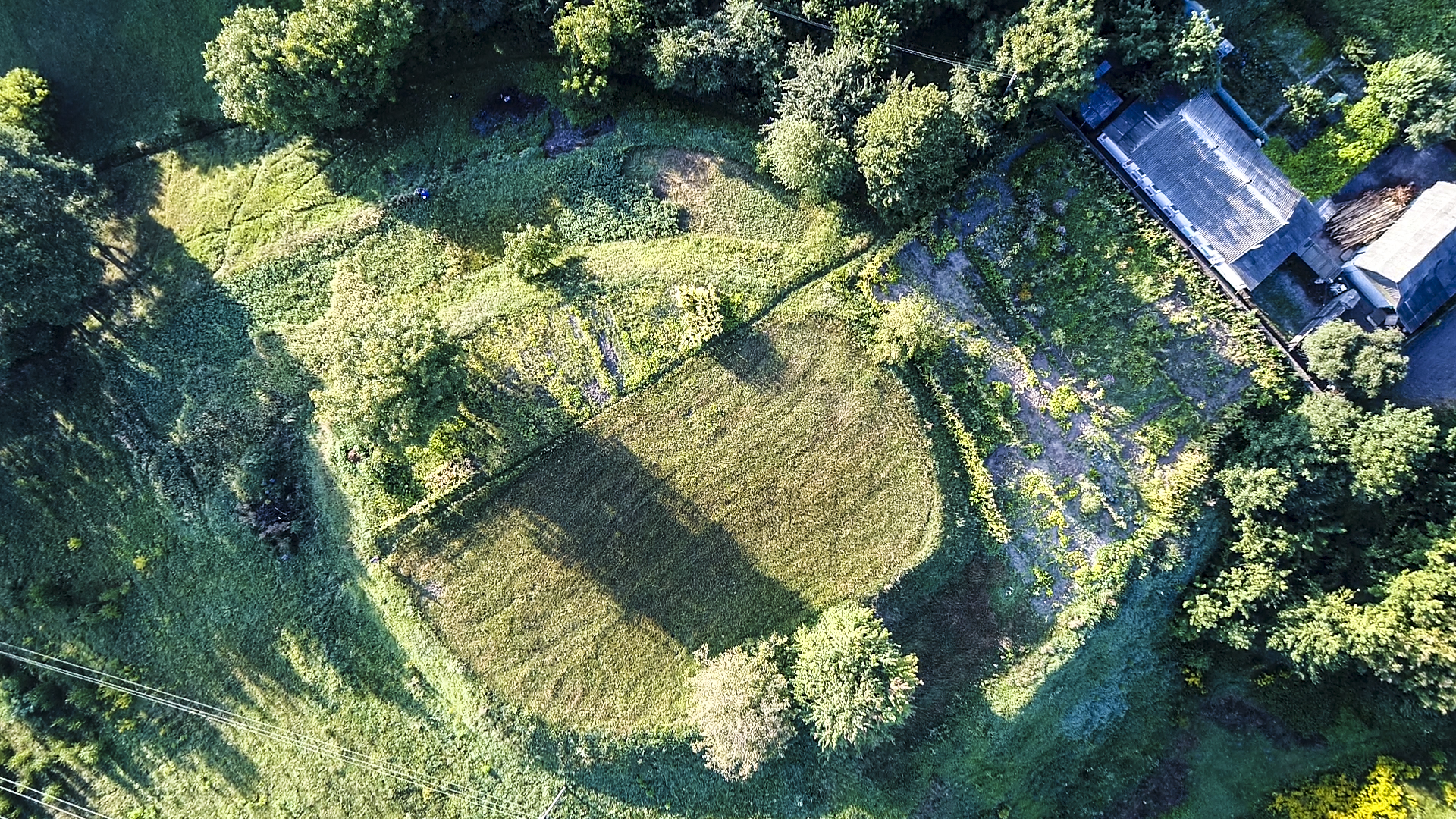
la butte castrale de Stanichivka, classée[5],
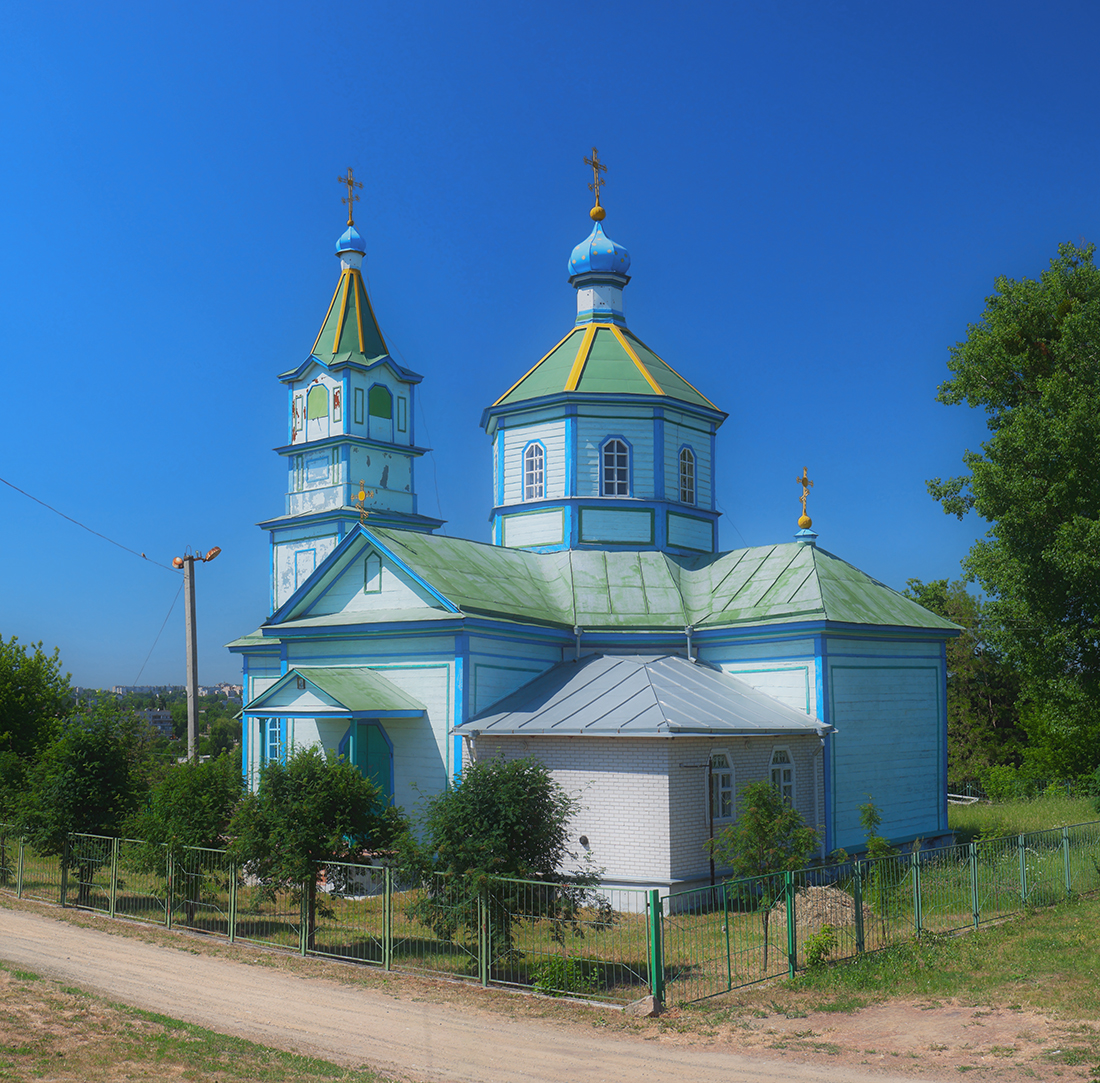
et son église st-Nicolas, classée[6],
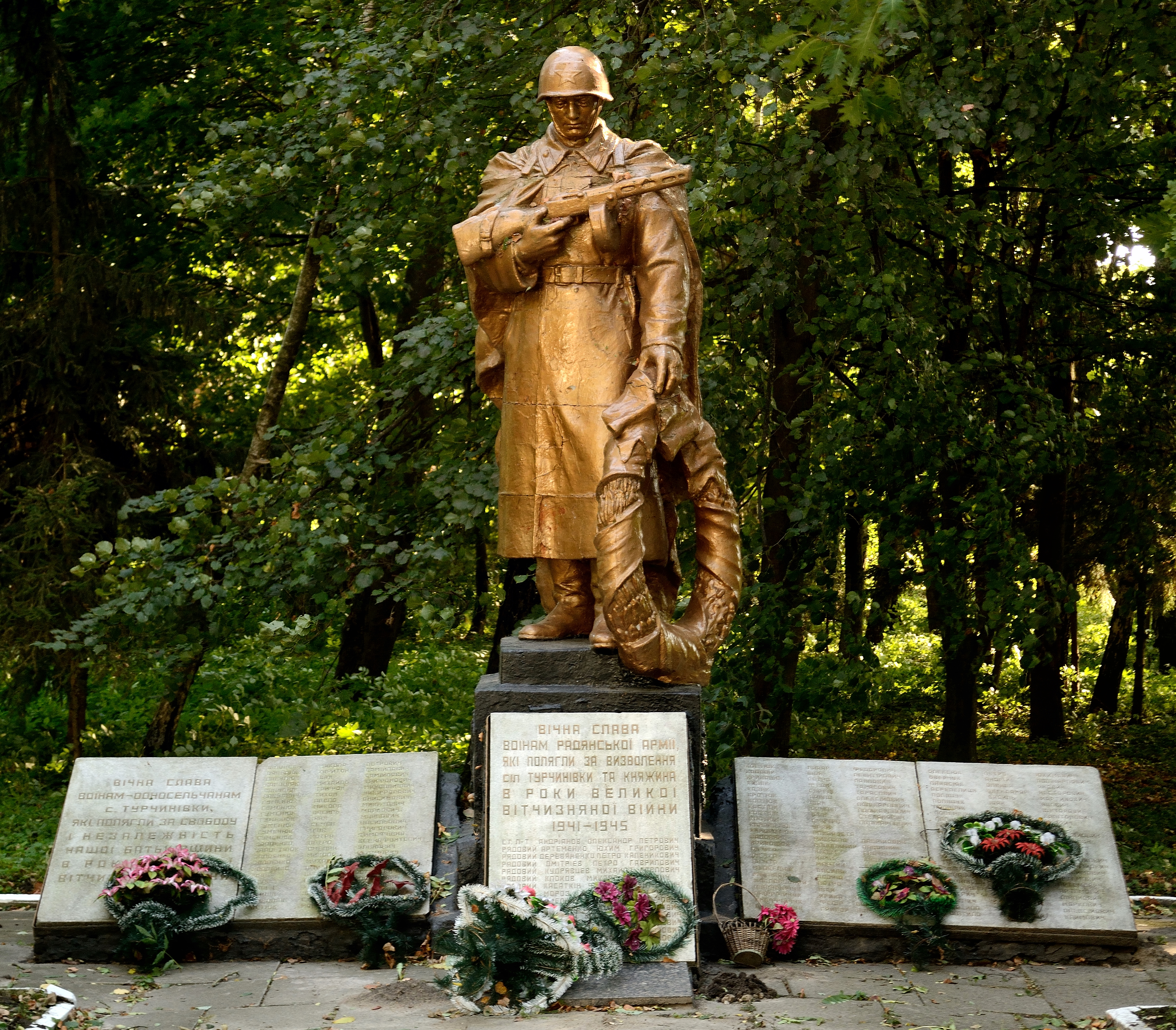
mémorial aux soldats, classé[7],
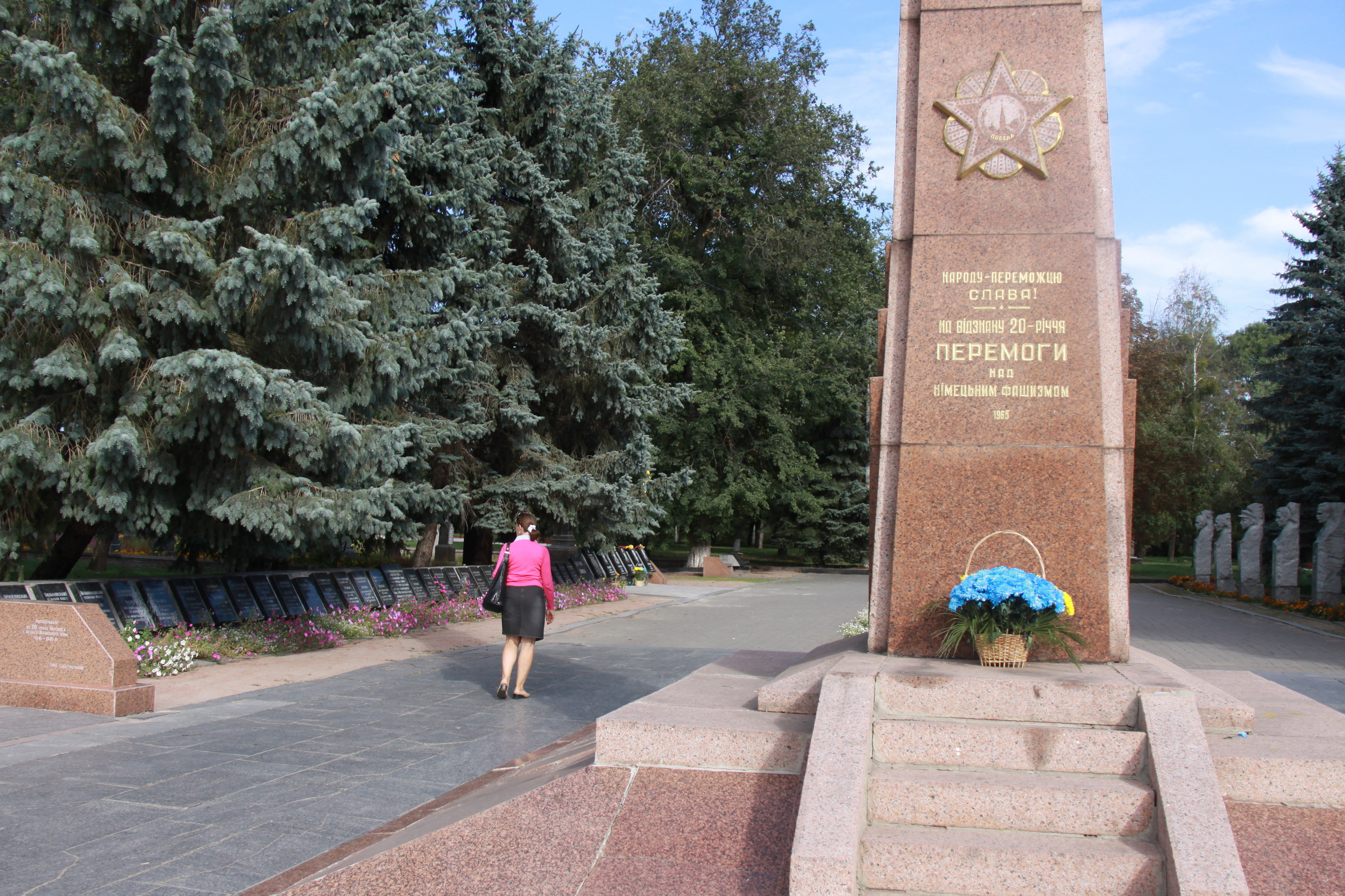
allée des héros de Korostychiv, classée[8],
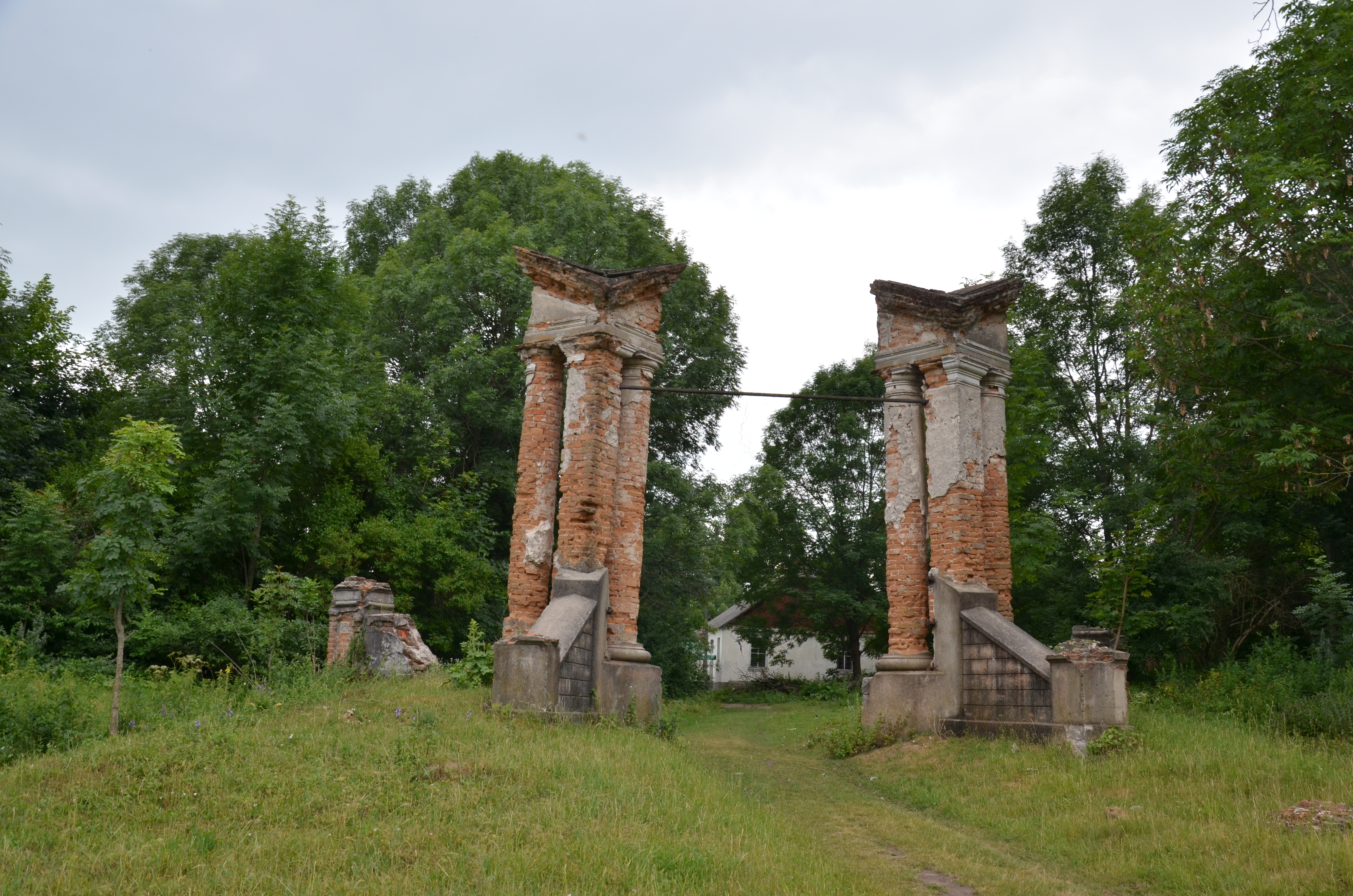
parc et manoir Chodouar de Ivnitsia, classé[9],
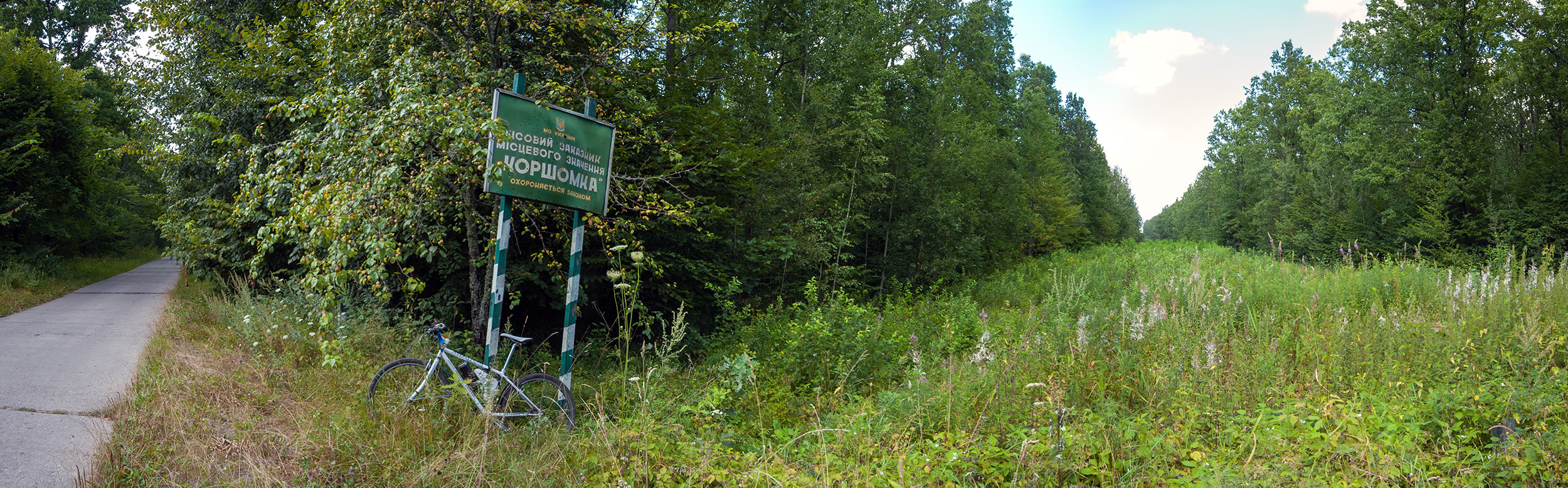
la foret de Korchomka, classée[11].